# Марат Сафин
Марат Михајлович Сафин (рус. Марат Михайлович Сафин, тат. Марат Мөбин улы Сафин; Москва 27. јануар 1980) је руски (по националности Татарин) политичар и бивши тенисер, који је био први на АТП ранг листи. Има млађу сестру Динару Сафину, која је такође била број један на светској ранг листи за тенисерке. Њих двоје су први братско - сестрински тандем који је био на првом месту тениских ранг листа. Током каријере је освојио 15 трофеја у појединачној конкуренцији, укључујући два гренд слем турнира и пет из АТП Мастерс 1000 серије, а са репрезентацијом Русије је двапут освајао Дејвис куп.
На парламентарним изборима 2011. ушао је у руску думу као члан странке Јединствена Русија и представник Нижњег Новгорода.

## Детињство
Марат се родио у Москви, СССР (данашња Русија) као син Михаила Сафина и Раузе Сафине (девојачко презиме Исланова). Родитељи су му бивши тенисер и тренери. Његова млађа сестра Динара је такође професионална тенисерка и освајач сребрне медаље за Русију на Олимпијским играма у Пекингу 2008. Сафинов отац је оснивач тениског клуба „Спартак“ у коме је Марат као младић тренирао са многим другим познатим тенисерима као што су Ана Курњикова, Јелена Дементјева и Анастасија Мискина.
Са 14 година се преселио у Валенсију, Шпанија како би био укључен у напредне тениске програме који нису постојали у Русији. Сафин је једном рекао да је порастао „веома брзо“ и да је отишао у Шпанију јер су шљакасти терени „бољи за колена“. Пошто је дуго времена провео у Шпанији, Сафин је научио да течно прича шпански (а зна још и руски и енглески).

## Тениска каријера
Сафин је почео своју тениску каријеру 1997. 1998. године на Отвореном првенству Француске победио је Андре Агасија и Густава Киртена. Највећи успех на Отвореном првенства Аустралије је победа коју је остварио 2005. године, а био је и финалиста и 2002. и 2004. године. На Отвореном првенству Француске стигао је до полуфинала, као и на Вимблдону. Што се тиче Отвореног првенства Америке, ту је Сафин освојио своју прву титулу тог ранга. Било је то 2000. године. Те године је и држао број један у трајању од 9 недеља, од новембра 2000. до априла 2001. године.
Сафин има 5 титула такозване Мастерс серије. То укључује 3 титуле у Паризу 2000., 2002. и 2004. године, али и титуле у Торонту 2000. и у Мадриду 2004. године.
Марат има укупно 15 титула укључујући и Гренд Слемове и Мастерс турнире.
Највећи успех у Дејвис купу су му титуле са репрезентацијом Русије 2002. и 2006. године.

## Повлачење
Последњи турнир у каријери Марата Сафина био је Мастерс у Паризу. Ту је поражен у другом колу од Хуана Мартина Дел Потра 6:4 5:7 6:4. Након овог меча, на терену му је приређена церемонија опроштаја на којој су између осталих учествовали Новак Ђоковић. Жил Симон, Иво Карловић итд. Том приликом додељен му је трофеј у облику кључа.

## Опрема
Целу своју каријеру Марат је носио опрему Адидас компаније. Рекети су били марке Хед.

## Лични живот
Марат Сафин је познат у тениским круговима, а и ван њих као велики заводник. Једна од његових бивших девојака је Дарија Жукова, са којом је имао везу дугу 3 године, до 2005. Такође је био у вези са Анастасијом Осиповом, певачицом једне руске поп групе, али та веза је трајала непуних месец дана док је био на одмору у Москви. Иако се у руским медијима, па и неким нашим појавила информација да ће се Марат оженити Осиповом, ту информацију је он демантовао још почетком године када се неколико пута појавио са другом госпођицом. Тренутно није у вези, јер жели да пронађе ону праву са којом ће провести остатак свог живота.